# Aleksej Potiechin

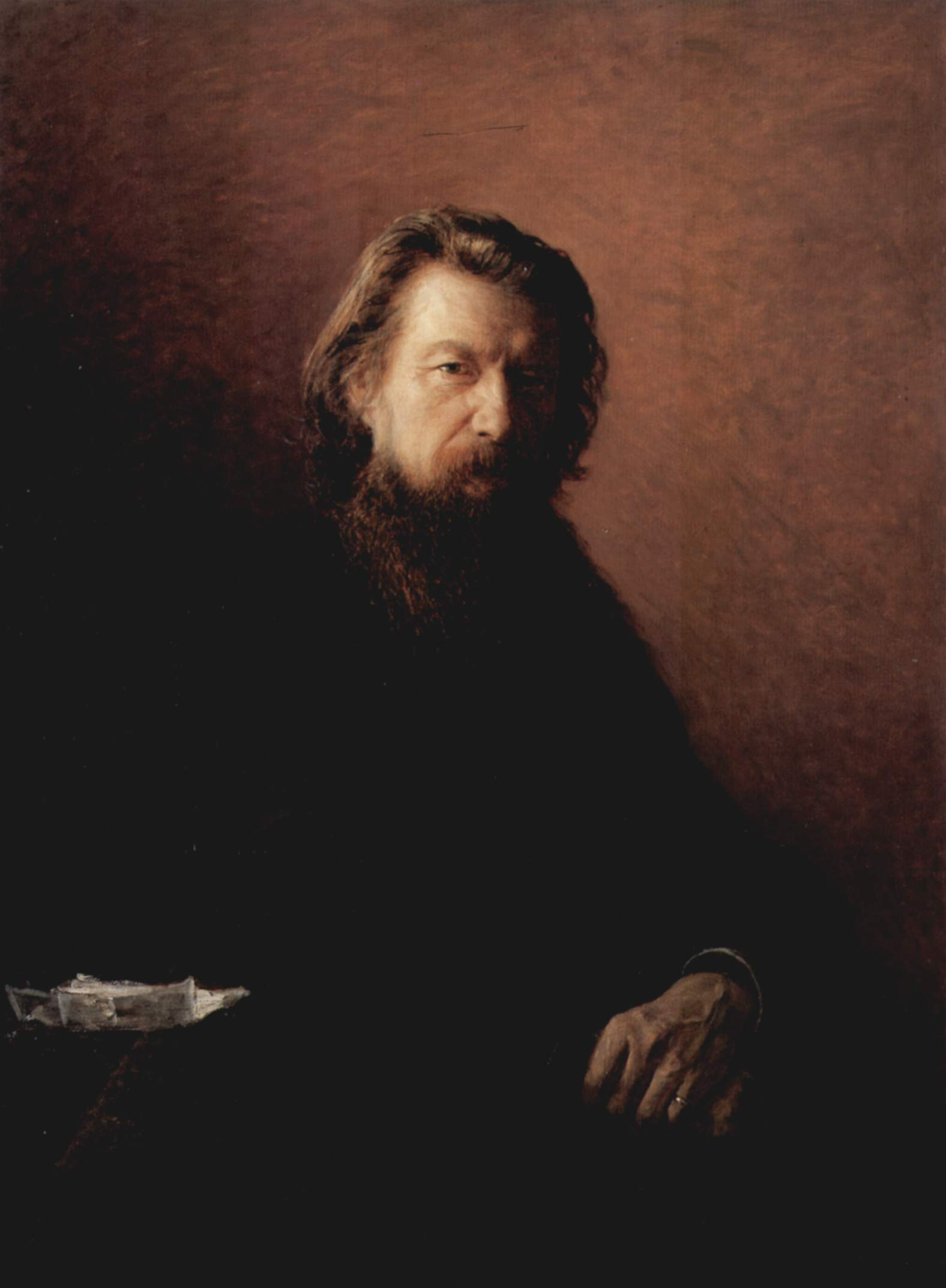
Aleksej Potiechin, målning av Nikolaj Ge (1876).

Aleksej Antipovitj Potiechin (ryska: Алексей Антипович Потехин), född 13 juli (gamla stilen: 1 juli) 1829 i Kinesjma, död 29 oktober (gamla stilen: 16 oktober) 1908 i Sankt Petersburg, var en rysk författare.
Potiechin blev i början av 1880-talet dramaturg vid de kejserliga teatrarna i Sankt Petersburg och utnämndes 1900 till hedersledamot av ryska vetenskapsakademien. Sin litterära verksamhet började han 1852 med folkliga skådespel. Stor framgång hade på sin tid dramerna Misjura (Bladguld) och Otrjezannyj lomot (Den sönderskurna brödskivan), en längre tid förbjudna av censuren. Som novellist anslöt han sig till de folklivsskildrande "narodnikerna", men lyckades bättre i teckningen av det yttre livet än i karaktärsskildringen. Bland hans romaner märks Bjednye dvorjane (Fattiga adelsmän) och Krusjinskij, som gisslar adelsståndets skuggsidor. Hans samlade verk utgavs 1874 i sex delar. På svenska föreligger skådespelet "Glitter" (1882).